# 王智慧 (演员)
王智慧（韓語：왕지혜，1985年12月29日—），韓國女演員，出道初期曾以閔智慧（민지혜）作為藝名。

## 演出作品

### 電視劇
- 2003年：MBC《1%的可能性》飾 韓珠熙
- 2004年：MBC《不良少女》
- 2004年：KBS《北京，我的愛》飾 王思朗
- 2005年：KBS2《在芙蓉雞龍山》飾 黃芙蓉[4]
- 2006年：中國《生死絕戀》飾 雪怡
- 2007年：SBS《遇上完美鄰居的方法》飾 高慧美
- 2009年：MBC《朋友，我們的傳說》飾 崔貞淑
- 2010年：MBC《個人取向》飾 金仁希
- 2010年：KBS《總統》飾 張仁英
- 2011年：SBS《守護老闆》飾 徐娜允
- 2011年：Channel A《蔬菜店的小夥子》飾 陳真心／慕佳恩
- 2012年：KBS《加油，金先生！》飾 李羽京
- 2013年：SBS《奇怪的保姆》飾 尹松花
- 2014年：MBC《Hotel King》飾 宋彩京
- 2014年：SBS《美女的诞生》飾 喬彩妍
- 2016年：SBS《對，就是那樣》飾 洪幼梨
- 2016年：SBS《愛是點點滴滴》飾 殷點點
- 2018年：OCN《Player》飾 柳賢子（議員老婆）
- 2020年：tvN 《Oh My Baby》飾演 徐貞媛
- 2021年：KBS2《即使被骗也要做梦》飾演 韩可露
- 2023年：ENA《Oh！英心》飾演 吳真心
- 2023年：JTBC《戀愛不可抗力》飾演 車昇妍
- 2024年：KBS2《熨斗家族》饰演 李美妍

### 電影
- 2006年：《九尾狐家族》饰演 便利店女子
- 2007年：《美麗星期天》饰演 秀妍
- 2010年：《食客：泡菜戰爭》饰演 珍秀
- 2019年：《我殺了妻子（朝鲜语：아내를 죽였다）》飾演 鄭美英
- 2023年：《恶魔们》饰演 珍淑

### MV
- 2002年：Yarn《天黑之前》
- 2002年：Click-B《To Be Continued》
- 2002年：JTL《幸福過的記憶》
- 2006年：金昌鉉《Eternity》
- 2006年：李昇基《善意的謊言》

## 獲獎
- 2003年：第1屆安德烈金最佳明星獎－新人明星獎
- 2003年：MTV中國超級明星形象獎－新人獎
- 2011年：SBS演技大賞－新星賞（守護老闆）

## 外部連結
- 王智慧的Instagram帳戶
- 王智慧的新浪微博
- 王智慧在NAVER上的资料
- 王智慧在韩国电影数据库（KMDb）上的資料（韓語）
- 王智慧在互联网电影资料库（IMDb）上的資料（英文）